# Кинофестиваль в Авориазе 1975 года
 III Международный фестиваль фантастического кино в Авориазе (кинофестиваль) (Le 3-me edition du Festival international du film fantastique d'Avoriaz)  проходил во французских Альпах (Франция) в январе 1975 года. 

## Жюри
- Роман Полански — президент,
- Клод Шаброль
- Роже Вадим
- Франсуаза Саган
- Коста-Гаврас
- Рене Баржавель
- Жан-Луи Бори
- Сезар Бальдаччини
- Серж Гензбур
- Поль Гимар (Paul Guimard)
- Бернадетт Лафон (Bernadette Lafont)
- Эдуар Молинаро (Edouard Molinaro)
- Жак Монори (Jacques Monory)
- Жан-Жак Повер (Jean-Jacques Pauvert)

## Лауреаты
- Гран-при: «Призрак рая» (Phantom of the Paradise), США, 1974, режиссёр Брайан де Пальма
- Специальный приз жюри:  «Оно живо» (It' s Alive) , США, 1974, режиссёр Ларри Коэн
- Приз критики: «Заговор „Параллакс“» (Parallax Comspiracy), США, 1974, режиссёр Алан Пакула